# Iriana Carvalho
Iriana Silveira Sá Carvalho (Campo Grande, 22 de agosto de 1935)  é uma ex-voleibolista indoor brasileira que atuou no voleibol em alguns clubes nacionais e contribuiu para conquistas internacionais pela Seleção Brasileira, quando conquistou a medalha de ouro no Campeonato Sul-Americano de 1958 e nos Jogos Pan-Americanos de 1959, além de disputar a edição do Campeonato Mundial de 1960.

## Carreira
Natural de Campo Grande, iniciou suas atividades no Paulistano na cidade de São Paulo em 1954.No ano de 1956 sagrou-se campeã paulista e brasileira. Serviu a Seleção Brasileira, e vestindo a camisa#10,  participou da equipe na conquista da medalha de ouro  no Campeonato Sul-Americano sediado em Porto Alegre-Brasil.
Iriana também compos a seleção principal na conquista da medalha de ouro na edição Jogos Pan-Americanos de Chicago em 1959. No ano seguinte  alcançou o quinto lugar  no Campeonato Mundial, nesta participação atuava por um clube em Minas Gerais.

## Títulos e Resultados
- 1960-5º Lugar do Campeonato Mundial (Rio de Janeiro,  Brasil)[6] *1956- Campeã do Campeonato Paulista[1]
- 1956- Campeã do Campeonato Brasileiro[1]